# Conopobathra carbunculata
Conopobathra carbunculata är en fjärilsart som först beskrevs av Edward Meyrick 1912.  Conopobathra carbunculata ingår i släktet Conopobathra och familjen styltmalar.
Artens utbredningsområde är:
- Namibia.
- Zimbabwe.

Inga underarter finns listade i Catalogue of Life.